# سیول کالینز
سیول کالینز (انگلیسی: Sewell Collins؛ ‏ ۱ سپتامبر ۱۸۷۶ – ۱۵ فوریهٔ ۱۹۳۴) نمایشنامه‌نویس، تهیه‌کننده تئاتر، تصویرگر، کارتونیست و کارگردان فیلم اهل ایالات متحده آمریکا بود.
از فیلم‌هایی که وی در آن‌ها نقش داشته است، می‌توان به نه و چهل و پنج دقیقه اشاره نمود.